# Escut de Catalunya
L'escut de Catalunya té el següent blasonament, que és conegut heràldicament com els Quatre pals i popularment, tot i que tècnicament incorrecte, com les Quatre barres:
D'or, quatre pals de gules. Per timbre, una corona reial.
A finals del segle xvii s'establí la jerarquia i la codificació de les corones i llur forma. En el cas català, la corona apareix tancada. Això es remunta a un document de 1705, abans dels Decrets de Nova Planta, on apareix un segell municipal oficial de Barcelona, conservat a l'Arxiu Històric Nacional. És un segell quarterat amb l'escut de la ciutat timbrat amb la corona reial tancada. En un temps es volgué timbrar l'escut basant-se simplement en el mot «comte», sense tenir en compte que el comte de Barcelona era per si mateix príncep de Catalunya i, per tant, sobirà sobre tot el territori català.
Es considera que l'escut de Catalunya no és oficial. Així ho esmenta l'heraldista Armand de Fluvià, però que el que li correspon tenir per antonomàsia és el que s'anomena de Quatre pals. Tanmateix, l'escut, com símbol, ha sigut obviat en l'article 8 de l'Estatut d'Autonomia de Catalunya de 2006.
Històricament, els Quatre pals apareixen ja com a escut català a les Constitucions catalanes, a la portada dels volums publicats com a Constitvtions y Altres Drets de Cathalvnya ('Constitucions i altres drets de Catalunya') per les compilacions aprovades per les Corts de Montsó (1585) i les Corts de Barcelona (1701).

## Senyal comtal i reial

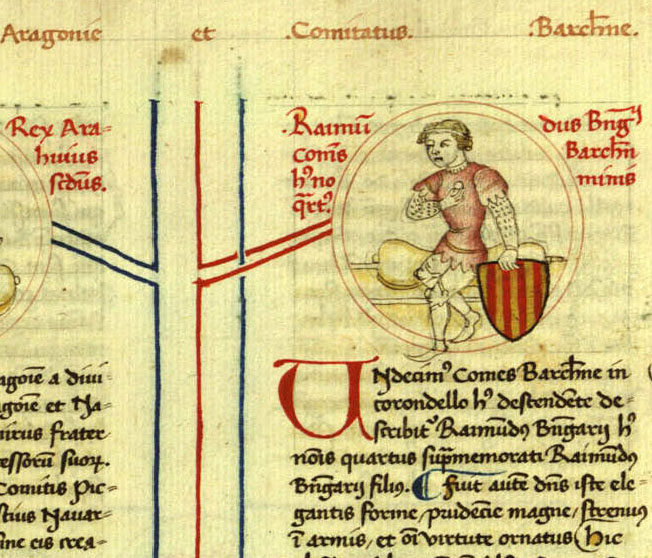
Escut amb el Senyal Reial: «en camper d'or quatre pals de gules».
El senyal dels Quatre Pals apareix per primera vegada en la història en l'escut que porta Ramon Berenguer IV en un segell que valida un document del 2 de setembre del 1150. En heretar-lo tots els seus fills esdevingué un senyal heràldic del seu llinatge que només podien portar en el seu escut d'armes els seus descendents.
Genealogia regum Navarrae et Aragoniae et comitum Barchinonae (1380): «Ramon Berenguer comte de Barcelona, quart del seu nom (f.34r) […] Mai no va voler ser anomenat rei, sinó administrador del regne, ni canvià les armes comtals, i àdhuc el Senyal Reial és aquell que era del comte de Barcelona. (f34.v)» Numquam tamen voluit rex appellari, sed administrator regni, nec arma comitatus mutare, unde adhuc signa regalia sunt illa que comitis Barchinone erant.

El senyal de les barres vermelles –tècnicament, pals– és inicialment un símbol heràldic dels comtes de Barcelona. Va convertir-se després en el senyal heràldic personal i familiar dels reis d'Aragó i comtes de Barcelona des d'Alfons el Cast fins a Ferran II el Catòlic. Tanmateix, sense deixar de ser un símbol personal i familiar, amb el temps esdevingué un símbol territorial de cada un dels estats de la Corona d'Aragó. Quan s'extingeix el Casal de Barcelona el 1410, la nova dinastia dels Trastàmara, d'origen castellà, adopta el símbol de la dinastia anterior.
A partir dels reis de la Casa d'Àustria el símbol heràldic personal del rei canvia passant a ser format per una acumulació dels emblemes dels regnes sota el domini d'aquests. D'aquesta manera, a l'escut dels reis posteriors als Reis Catòlics hi ha, entre d'altres, el senyal quadribarrat, convertit definitivament en símbol territorial. Amb els Àustria a cada un dels estats de la Corona d'Aragó els Quatre Pals continuen essent el símbol de les institucions que representen el poder reial, és a dir l'autoritat suprema.
Han estat força reproduïdes algunes citacions que demostren la territorialització dels Quatre Pals en el Principat. Per exemple, el 1396 la reina aragonesa Maria de Luna diu al Parlament General de Barcelona «que les galeres no portin altres banderes, cendals o panyos que els del comtat de Barcelona, o sigui, només barres grogues i vermelles». El 1406 Martí I l'Humà recorda que quan Jaume el Just va enviar el seu fill Alfons a la conquesta aragonesa de Sardenya li digué: «fill, jo us dó la bandera nostra antiga del principat de Catalunya».

## Llegendari
Una llegenda valenciana redactada el segle xvi li atribueix uns orígens mítics; segons la Llegenda de les quatre barres de sang el senyal reial dels Quatre pals fou el resultat de fer passar quatre dits de Carles el Calb tacats de sang sobre l'escut d'or de Guifré el Pelós com a recompensa per haver lluitat valerosament. Segons Martí de Riquer, va ser creada per l'historiador valencià Pere Antoni Beuter, que la va incloure a la seva obra Segunda parte de la crónica general de España (1555), inspirant-se en una crònica castellana de 1492.